# Julien Temple

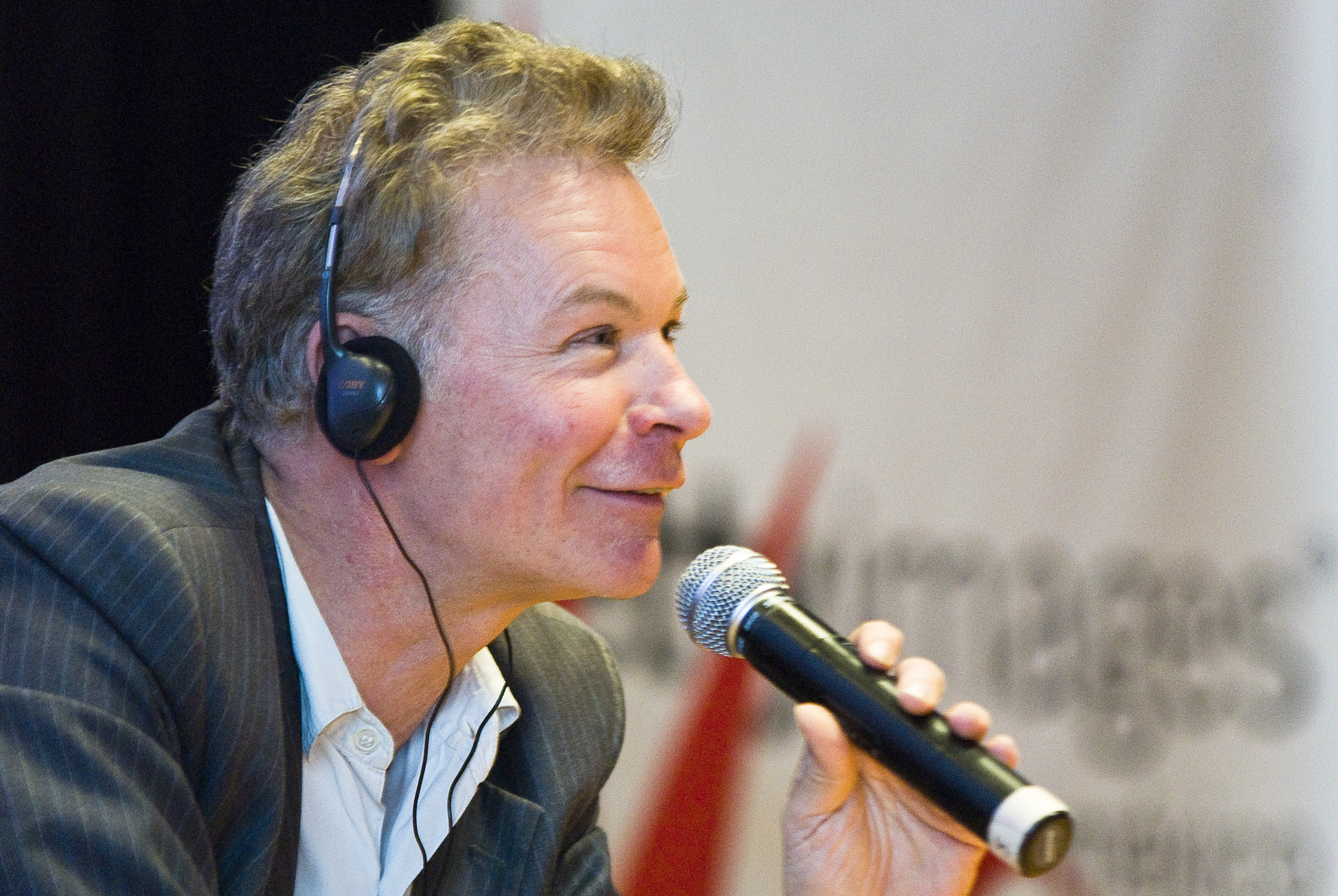
Julien Temple (2010)

Julien Andrew Temple (* 26. November 1953 in London) ist ein britischer Filmregisseur. Besonders bekannt ist er für seine Musikfilme und -videos.

## Leben
Temple wurde im Londoner Stadtteil Kensington als Sohn von Landon Temple, dem Leiter der Reisegesellschaft Progressive Tours, geboren. Seine Schwester ist die Politikerin Nina Temple, bis 1991 Vorsitzende der Kommunistischen Partei Großbritanniens. Er besuchte kurzzeitig das St. Marylebone Gymnasium und wechselte von dort an die Gesamtschule William Ellis School und studierte später am King’s College in Cambridge. In seiner Schulzeit zeigte er zunächst wenig Interesse am Film, bis er als Student in Cambridge die Werke des französischen anarchistischen Regisseurs Jean Vigo entdeckte.
Julien Temple ist mit der Produzentin Amanda Temple verheiratet und Vater von drei Kindern, zwei Söhnen Leo und Felix, sowie der Tochter Juno, die als Schauspielerin tätig ist.

## Karriere
Temples erstes Werk war ein kurzer Dokumentarfilm mit dem Titel Sex Pistols Number 1, der den Aufstieg der Band von 1976 bis 1977 in einer Reihe von kurzen Clips aus Fernsehinterviews und Gigs zeigen sollte. Dies führte zu seiner Freundschaft mit The Sex Pistols und schon bald zu einer weiteren Dokumentation: The Great Rock & Roll Swindle. Dabei wurde er Zeuge des Zerwürfnisses der Bandmitglieder Johnny Rotten und Sid Vicious mit ihrem Manager Malcolm McLaren, in dessen Folge sie die Band verließen. The Great Rock & Roll Swindle erzählt vom Aufstieg der Sex Pistols, die während ihrer kurzen Karriere stark von McLaren geprägt wurden. Viele der von McLaren im Film dargelegten Fakten wurden von John Lydon bestritten, der ihm vorwarf, den Film gezielt benutzt zu haben, um ihn persönlich anzugreifen. Dennoch ist es Temple gelungen, zahlreiche Punkszenen der damaligen Zeit einzufangen, und seine Mischung aus animierten Szenen, Dokumentationsmaterial und speziell aufgenommenem Material erhielt große Anerkennung. Dies half Temple, seine Karriere voranzubringen.
1983 drehte Temple einen Film für die BBC-Serie Arena mit dem Titel It's All True, benannt nach dem unvollendeten Orson-Welles-Film von 1942. Hier verarbeitete er sowohl reale als auch imaginäre Szenen mit vielen Cameoauftritten von Prominenten wie Mel Brooks, Grace Jones, Ray Davies und Koo Stark. Darauf folgte 1984 der 20-minütige Kurzfilm Jazzin’ for Blue Jean mit David Bowie. Danach engagierte auch Mick Jagger Temple für einen Videoclip.
Temple wurde mit den Jahren immer erfolgreicher als Regisseur von Musikvideos, darunter Produktionen mit bekannten Bands wie den Kinks, The Rolling Stones, David Bowie und vielen anderen britischen Künstlern, für die diese Videos zum Teil bahnbrechend für ihre Karriere waren, wenn sie auf dem damals neuen MTV-Kanal gesendet wurden.
1986 erhielt Temple seine erste große Regiearbeit mit Absolute Beginners – Junge Helden, der Verfilmung von Colin MacInnes' Roman Absolute Beginners. Der Film wurde in Großbritannien kritisch aufgenommen, da es sich um ein Musical handelte und nicht um eine direkte Umsetzung des Buches, was als Mangel angesehen wurde. Der Film war finanziell nicht erfolgreich und mitverantwortlich für die Insolvenz der Firma Goldcrest Films. Da man Temple persönlich für das Scheitern verantwortlich machte, verließ er Großbritannien und ging in die Vereinigten Staaten, wo ihm der Film Zebo, der Dritte aus der Sternenmitte sowie eine Reihe von Musikvideos für Künstler wie Duran Duran, Janet Jackson, Neil Young und Tom Petty angeboten wurden.
In den späten 1990er Jahren kehrte Temple nach Großbritannien zurück, wo er weiterhin Filme und Musikvideos drehte. Vigo: Passion for Life (1998) erzählt von der leidenschaftlichen Beziehung zwischen dem französischen Filmemacher Jean Vigo und seiner Frau Lydou, die beide an Tuberkulose litten. Der Film wurde nicht gut aufgenommen. Ein Kritiker in Sight & Sound kommentierte, dass der Film „obwohl er den Tatsachen absolut treu ist, absolut schrecklich ist“.
2001 folgte der Film Pandæmonium, der die Freundschaft zwischen den romantischen Dichtern Samuel Taylor Coleridge und William Wordsworth zum Thema hat und von den Kritikern sehr gelobt wurde, sowie The Filth and the Fury, ein weiterer Dokumentarfilm über die Sex Pistols. Der Film entstand diesmal in Zusammenarbeit mit allen überlebenden Musikern und erzählt die Geschichte der Band aus deren Blickwinkel. Dieser Film mischte älteres und neu aufgenommenes Material und Interviews sowie Szenen aus The Great Rock and Roll Swindle.
Zwischen 2002 und 2005 drehte Temple eine Dokumentation über das Glastonbury Festival. Dazu musste er sowohl während des Festivals Filmmaterial drehen als auch die große Menge an Archivmaterial sowie das von Fans des Festivals eingesandte Material sichten. Die Veröffentlichung erfolgte in Großbritannien im April 2006. 2007 folgte ein Film über das Leben seines Freundes mit dem Titel Joe Strummer: The Future Is Unwritten.
Im Juni 2008 drehte Temple drei Konzerte von Madness im Hackney Empire, die als Vorschauen auf das bevorstehende Album der Band, The Liberty Of Norton Folgate galten. 2009 drehte Temple den dritten Film seiner Punk-Trilogie Oil City Confidential, in dem die Canvey-Island-Legenden Dr. Feelgood und eine Hymne auf die Autostadt mit dem Titel Requiem For Detroit gefeiert wurden. Danach folgten weitere Dokumentarfilme wie London – The Modern Babylon, Rio 50 Degrees, The Ecstasy of Wilko Johnson, The Strypes: Best Thing Since Cavan, Keith Richards: The Origin of the Species, sowie Habaneros, die zum Teil als TV-Serie zwischen 2010 und 2018 gesendet wurden.

## Filme (Auswahl)
- 1979: Punk Can Take It, über UK Subs
- 1980: The Great Rock ’n’ Roll Swindle über die Sex Pistols
- 1981: The Secret Policeman’s Other Ball, Rockumentary über das zweite Benefiz-Konzert für Amnesty International
- 1986: Absolute Beginners – Junge Helden, mit Patsy Kensit, Musik David Bowie
- 1987: Aria (Segment Rigoletto)
- 1988: Zebo, der Dritte aus der Sternenmitte, mit Geena Davis, Jeff Goldblum, Jim Carrey und Damon Wayans, (Originaltitel Earth Girls Are Easy)
- 1991: At The Max – auch Rolling Stones: Live At The Max, über Konzerte der Rolling Stones in London, Turin und Berlin
- 1998: Vigo, über das Leben des französischen Filmpioniers Jean Vigo
- 2000: Pandæmonium, über Samuel Taylor Coleridge und William Wordsworth
- 2000: The Filth and the Fury, sein zweiter Film über die Sex Pistols
- 2006: Glastonbury, Dokumentarfilm über das Glastonbury Festival
- 2007: Joe Strummer: The Future Is Unwritten, über Joe Strummer
- 2008: The Eternity Man
- 2009: Oil City Confidential, Dokumentarfilm
- 2012: London – The Modern Babylon, Dokumentarfilm
- 2014: Rio 50 Degrees, Dokumentarfilm
- 2015: The Ecstasy of Wilko Johnson, Dokumentarfilm
- 2015: The Strypes: Best Thing Since Cavan, Dokumentarfilm
- 2016: Keith Richards: The Origin of the Species, Dokumentarfilm
- 2017: Habaneros, Dokumentarfilm
- 2018: My Life Story
- 2019: Ibiza: The Silent Movie
- 2020: Shane (Originaltitel Crock of Gold. A Few Rounds With Shane MacGowan), Dokumentarfilm

## Musikvideos (Auswahl)
- ABC – Poison Arrow
- Babyshambles – Love You But You’re Green, The Blinding
- Blur – For Tomorrow
- Culture Club – Do You Really Want To Hurt Me
- David Bowie – Absolute Beginners, Blue Jean, Day-In Day-Out
- Depeche Mode – See You, The Meaning of Love, Leave In Silence
- Dexys Midnight Runners – Come On Eileen
- Duran Duran – Come Undone, Too Much Information
- Enigma – Return to Innocence, Eyes of Truth, Beyond The Invisible
- Janet Jackson – When I Think of You, Alright
- Gary Numan – She’s Got Claws
- Judas Priest – Heading Out To The Highway, Don’t Go, Living After Midnight, Breaking The Law, Hot Rockin, You’ve Got Another Thing Comin’, Freewheel Burning
- Neil Young – This Note’s for You, Hey, Hey, Rockin’ in the Free World, No More, Over and Over
- Paul McCartney – Beautiful Night
- Sade – Smooth Operator
- Scissor Sisters – Return to Oz
- Stray Cats – Rock This Town, Stray Cat Strut
- The Beat – Save It For Later
- The Kinks – Come Dancing, Don’t Forget To Dance, State of Confusion
- The Rolling Stones – Undercover of the Night, She Was Hot
- Tom Petty – Into The Great Wide Open

## Auszeichnungen (Auswahl)
- 1987: Video Vanguard Award bei den MTV Video Music Awards 1987
- 1999: Verona Love Screens Film Festival, für Vigo (über Jean Vigo)
- 2000: São Paulo International Film Festival, für The Filth and the Fury
- 2001: Emden International Film Festival, für Pandæmonium
- 2002: Fantasporto, Auszeichnung für sein Lebenswerk